# Hatt-Olableikjene
Hatt-Olableikjene est une île norvégienne dans le comté de Hordaland. Elle appartient administrativement à Fitjar.

## Géographie
Rocheuse et couverte d'arbres, à fleur d'eau, elle s'étend sur environ 134 m de longueur pour une largeur approximative de 58 m.